# Palinurus
Palinurus — род десятиногих ракообразных из семейства настоящие лангусты надсемейства Palinuroidea. Обитают в восточной части Атлантического океана, Средиземном море и западной части Индийского океана. Окаменелость возрастом 110 миллионов лет, идентифицированная как представитель рода Palinurus, была обнаружена в карьере в Эль-Эспинале в штате Чьяпас в Мексике в 1995 году и названа Palinurus palaciosi.

## Описание
Крупные ракообразные (длина тела — до 75 см), сходные с омарами, но лишенные клешней. Тело и толстые антенны снабжены мощными шипами. Есть стридуляционные органы. На головогруди имеется пара выступов. Часто обитают в полостях подводных скал и коралловых рифов, из которых в ночное время выходят на охоту. При этом они могут объединяться в большие группы в виде длинных цепочек из более чем 50 особей в ряд. Недавно было обнаружено, что для навигации кроме обычных способов представители семейства используют магнитное поле Земли. Они держатся вместе благодаря постоянному контакту с помощью своих длинных антенн.

## Виды
Род включает 6 видов:
- Palinurus barbarae Groeneveld, Griffiths & van Dalsen, 2006[9]
- Palinurus charlestoni Forest & Postel, 1964
- Palinurus delagoae Barnard, 1926
- Palinurus elephas (Fabricius, 1787)
- Palinurus gilchristi Stebbing, 1900
- Palinurus mauritanicus Gruvel, 1911